# Antalaotra

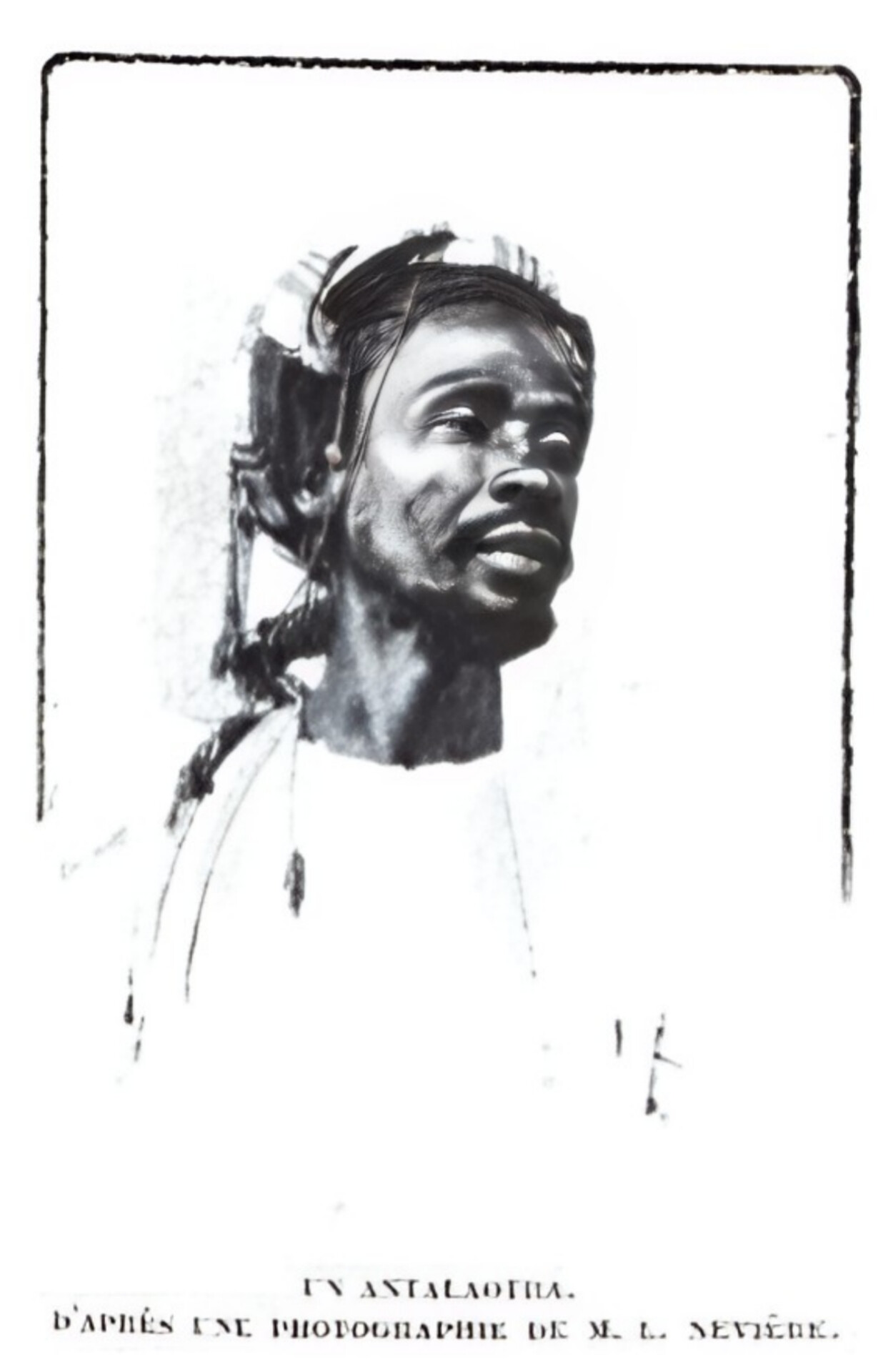
Angehöriger der Antalaotra (1899)

Antalaotra, Antalaotes, oder Antalotes ist die Bezeichnung für Bevölkerungsgruppen in Madagaskar und den Komoren. Sie bezeichnet ausländische Zuwanderer, hauptsächlich Araber, Komorer oder Inder. In Madagaskar lebt der größte Teil dieser Bevölkerungsgruppe im Nord-Westen, hauptsächlich im Gebiet des Königreichs Sakalava und speziell in der Provinz Mahajanga (Majunga). Sie sprechen den Dialekt (Ki) Antalaotsi des Malgasy. Die Gräber von Antsoheribory in der Bucht von Boina zeigen, dass die religiösen Praktiken stärker den traditionellen madegassischen Praktiken als denen des Islam angepasst sind.

## Geschichte
Nach einer Legende kamen die Antalaotra auf der Flucht vor einer Katastrophe, welche ihre Heimatinsel zerstört hatte, auf die Insel. Sie landeten zwischen dem Cap Saint-André (tanjona Vilanandro) und der Bucht von Bombetoka. Sie ließen sich auch in der Nähe des Sees Farihiny Kinkony (lac Kinkony) nieder, von wo sie die Vazimba vertrieben.
Handelsposten der Antalaotra existierten in der Bucht von Bombetoka mindestens seit 1490. Die Antalaotra genossen einen hohen Status in der Gesellschaft der Antaimoro. Dort standen sie im Rang unter den Anteony. Die Eroberungen von Radama I. führten zu einer starken Emigration nach Mayotte und 1835 erneut mit König Andriantsoly.